# Desmacystis sandalia
Desmacystis sandalia is een mosdiertjessoort uit de familie van de Umbonulidae. De wetenschappelijke naam van de soort is, als Membranipora sandalia, voor het eerst geldig gepubliceerd in 1900 door Robertson.